# UDP-D-ksiloza:beta-D-glukozid alfa-1,3-D-ksiloziltransferaza
UDP-D-ksiloza:beta--glukozid alfa-1,3--ksiloziltransferaza (EC 2.4.2.42, beta-glukozid alfa-1,3-ksiloziltransferaza) je enzim sa sistematskim imenom UDP-alfa--ksiloza:beta--glukozid 3-alfa-D-ksiloziltransferaza. Ovaj enzim katalizuje sledeću hemijsku reakciju
UDP-alfa--ksiloza + Glcbeta-Ser53-EGF-sličan domen goveđeg faktora IX(45-87) {\displaystyle \rightleftharpoons } UDP + Xylalfa(1-3)Glcbeta-Ser53-EGF-sličan domen goveđeg faktora IX(45-87)
The enzim učestvuje u biosintezi Xylalfa(1-3)Xylalfa(1-3)Glcbeta-1-O-Ser na domenima sličnim epidermalnom faktoru rasta.

## Literatura
- Nicholas C. Price; Lewis Stevens (1999). Fundamentals of Enzymology: The Cell and Molecular Biology of Catalytic Proteins (Third изд.). USA: Oxford University Press. ISBN 019850229X.
- Eric J. Toone (2006). Advances in Enzymology and Related Areas of Molecular Biology, Protein Evolution (Volume 75 изд.). Wiley-Interscience. ISBN 0471205036.
- Branden C; Tooze J. Introduction to Protein Structure. New York, NY: Garland Publishing. ISBN 0-8153-2305-0.
- Irwin H. Segel. Enzyme Kinetics: Behavior and Analysis of Rapid Equilibrium and Steady-State Enzyme Systems (Book 44 изд.). Wiley Classics Library. ISBN 0471303097.

## Spoljašnje veze
- UDP-D-xylose:beta-D-glucoside+alpha-1,3-D-xylosyltransferase на 